# Andrzej Szablewski
Andrzej Szablewski (* 13. Januar 1913 in Stary Radziejów; † 13. März 1942 in Hamburg) war ein polnischer Zwangsarbeiter.

## Leben
Andrzej Szablewski wurde in Polen geboren, wo er mit vier Brüdern und Schwestern aufwuchs. Er half schon in jungen Jahren auf dem Bauernhof seiner Eltern mit. Szablewski verfügte über kräftige Pferde und Wagen, mit denen er den Bau eines nahegelegenen Militärflugplatzes unterstützte. Er nahm hierfür einen Kredit auf, den er wenig später komplett zurückzahlte. Am 25. März 1940 heiratete er Irena Malicka, die zum Zeitpunkt der Eheschließung 16 Jahre alt war.
Während des Zweiten Weltkriegs brachten die Nationalsozialisten Szablewski, seinen Bruder Kazimierz und ihren Bekannten Jan Kardasz gegen ihren Willen gewaltsam als Zwangsarbeiter auf das Gut Hohenbuchen in Hamburg-Poppenbüttel. Gemeinsam mit seinem Bruder und dem Polen Boleslaw Zawidzki teilte sich Szablewski eine Unterkunft auf dem Gut und musste ab dem 17. April 1940 körperlich schwer arbeiten.
Gutsleiter war der NSDAP-Ortsgruppenführer Walter Grimm, der gute Kontakte zur Gestapo unterhielt. Bolesław Zawidzki berichtete nach Kriegsende bei einem der Prozesse vor einem britischen Militärgericht, dass Grimm ihnen untersagt habe, ihre Kleidung zu säubern, sodass die Männer drei Monate lang ihre Hemden nicht wechseln durften, und oft mit der Gestapo drohte. Szablewski, der Analphabet war, bat mehrfach seinen Bruder, Briefe an seine Frau in Polen zu schreiben, um sie nach Hamburg zu holen, was jedoch nicht gelang.
Während der Zeit auf dem Gut Hohenbuchen machte er Bekanntschaft mit der Deutschen Hildegard Lütten (1920–2007), die verheiratet war, einen kleinen Jungen hatte und von Gutsverwalter Grimm sexuell belästigt wurde. Da sich Lütten den Avancen von Grimm widersetzte, zeigte Grimm sie und Szablewski an und unterstellte beiden, eine Liebesbeziehung zu unterhalten, die im „Dritten Reich“ als „Rassenschande“ verfolgt wurde.
Lütten und Szablewski wurden daraufhin inhaftiert. Hildegard Lütten verbrachte nach einem erpressten Geständnis drei Jahre im Frauenkonzentrationslager Ravensbrück. Szablewski saß ab dem 5. August 1941 im KZ Fuhlsbüttel ein und wurde auf dem Gelände des Gutes Hohenbuchen am 13. März 1942 um 13:15 Uhr erhängt. Die Gestapo verfasste am 10. April 1942 eine schriftliche Anzeige und meldete Szablewskis Tod beim Standesamt in Hamburg-Wellingsbüttel, das am 22. April 1942 eine Sterbeurkunde ausstellte. Szablewskis Witwe erhielt 1942 eine schriftliche Todesmitteilung aus Hamburg. Darin hieß es, dass ihr Mann aufgrund einer Affäre mit einer Deutschen hingerichtet worden sei.
Rückblickend war Andrzej Szablewski das erste Opfer einer sogenannten Sonderbehandlung in Hamburg.

## Folgen

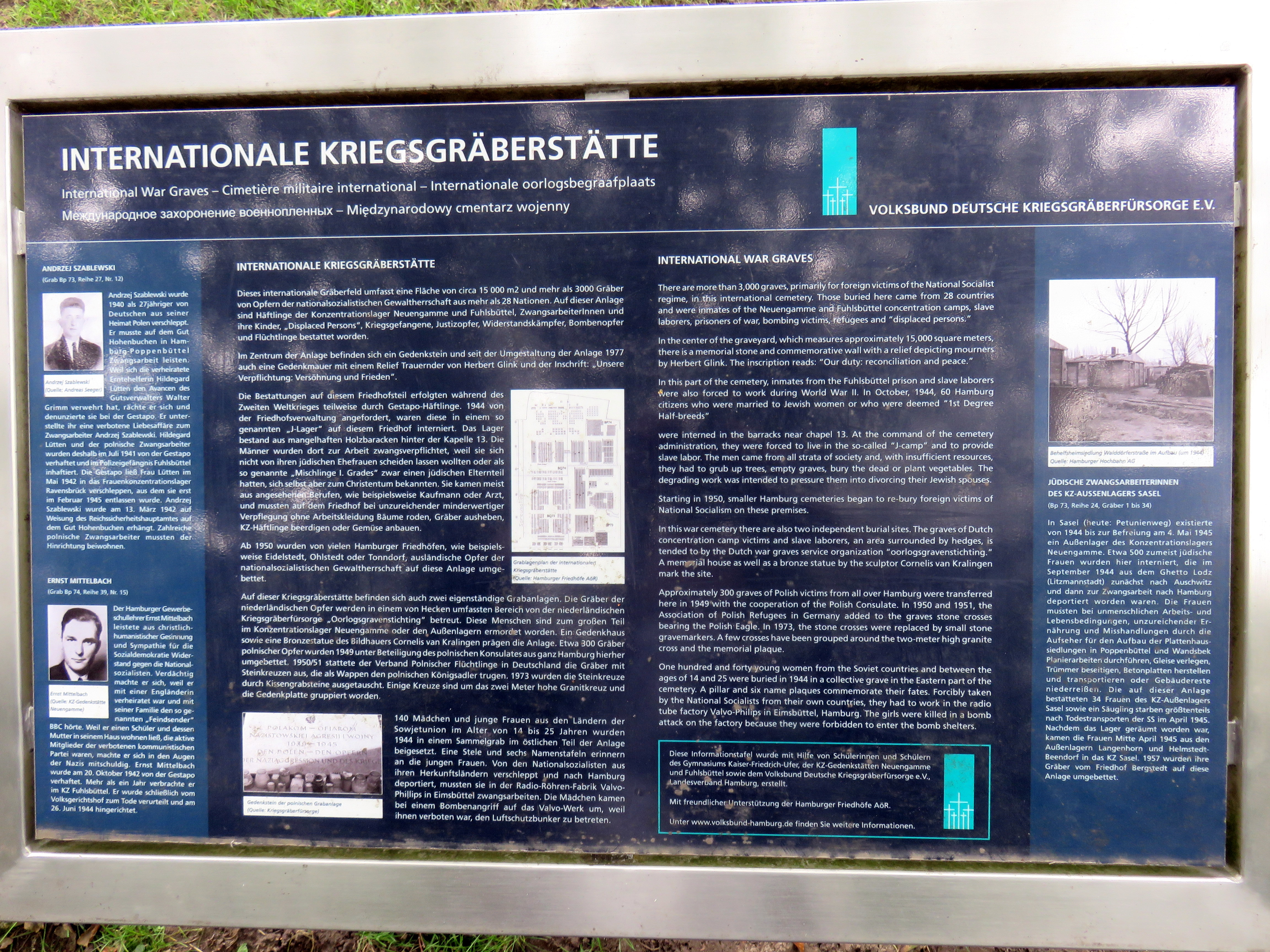
Gedenktafel mit Grablage

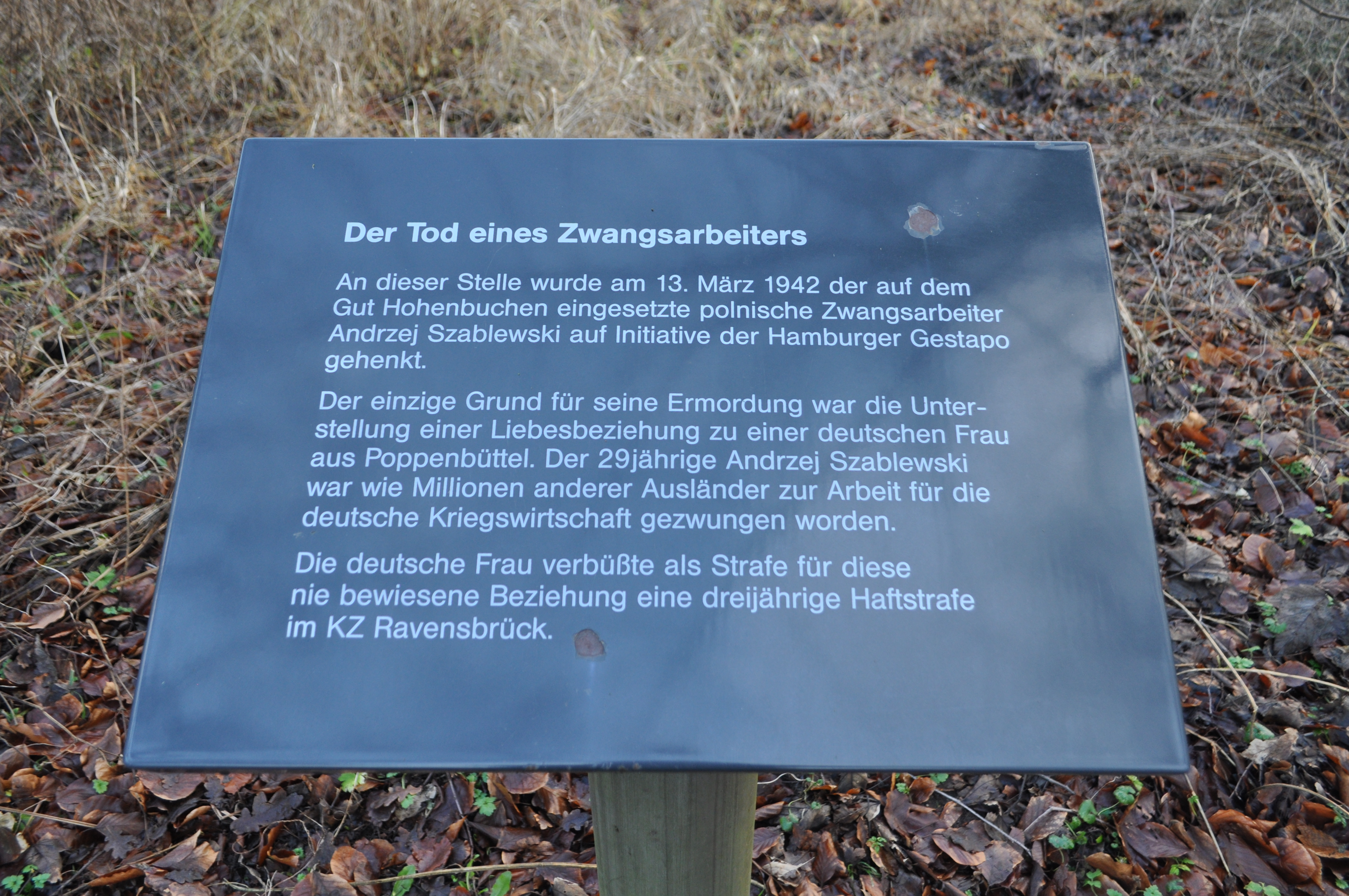
Gedenktafel in Hamburg-Poppenbüttel

Nach Kriegsende kam es 1946 im Zuge der Hamburger Curiohaus-Prozesse zu einem Gerichtsverfahren der britischen Militärregierung bezüglich des Todes von Andrzej Szablewski. Das Verfahren endete mit drei Todesurteilen, darunter gegen Walter Grimm. Szablewskis Witwe und die übrigen Angehörigen erhielten erst im März 2003 eine Mitteilung, dass die vermeintliche Affäre Szablewskis mit Hildegard Lütten erfunden war und ein Grab auf dem Friedhof Ohlsdorf existiert.
Der Mann von Hildegard Lütten reichte während seines Kriegseinsatzes die Scheidung ein, ohne seine Frau kontaktiert zu haben. Sie heiratete nach Kriegsende erneut und nahm den Namen Hildegard Lüdemann an. Von 1999 bis 2007 erhielt sie von der Hamburger Stiftung „Hilfe für NS-Verfolgte“ monatliche Zahlungen. Von offizieller Seite wurde sie nie rehabilitiert.

## Erinnerung
Seit März 2003 erinnert eine Gedenktafel im Hohenbuchenpark in Hamburg-Poppenbüttel an Andrzej Szablewski. Mit eingeweiht hat sie u. a. der polnische Generalkonsul, Andrzej Kremer, der am 10. April 2010 in Smolensk bei einem Flugzeugabsturz ums Leben kam. Das Grab von Andrzej Szablewski ist auf dem Friedhof Ohlsdorf zu finden. Im Oktober 2016 wurde vor der Kita Hohenbuchen ein Stolperstein zum Gedenken an Andrzej Szablewski verlegt. Anlässlich des Gedenktages für die Opfer des Nationalsozialismus erstellt die KZ-Gedenkstätte Neuengamme jedes Jahr eine Ausstellung, die im Hamburger Rathaus gezeigt wird. In der Rathausausstellung 2012 Dokumentation Stadthaus – Die Hamburger Polizei im Nationalsozialismus und in der Rathausausstellung 2017 Hamburger Curiohaus-Prozesse – Kriegsverbrechen vor britischen Militärgerichten wurde auf jeweils einer Tafel das Schicksal des Zwangsarbeiters Andrzej Szablewski dargestellt.